# Еван Хънтър
Еван Хънтър (на английски: Evan Hunter) е американски сценарист и писател на бестселъри в жанра трилър. Пише и под псевдонимите Ед Макбейн (на английски: Ed McBain) и Ричард Марстън (на английски: Richard Marsten), както и Хънт Колинс, Кърт Кенън, Джон Абът, Езра Ханон.

## Биография и творчество
Еван Хънтър е роден на 15 октомври 1926 г. в Ню Йорк, САЩ, в кухнята на италианските имигранти Чарлз Ломбино и Мария Копола. Рожденото му име е Салваторе Алберт Ломбино. По-късно през 1952 г. той го променя законно на Еван Хънтър, тъй като чувства, че има твърде много предразсъдъци срещу италианците в Америка.
Живее в Източен Харлем до 12-годишна възраст, когато семейството му се премества в Бронкс. Учи в училище „Олинвил“, после в гимназия „Ивендър Чайлдс“, след което печели стипендия и постъпва от 1943 – 1944 г. в колежа „Купър Юниън“, специалност изкуство. Служи през последните две години от Втората световна война на разрушител в Тихия океан (1944 – 1946). Още там пише няколко истории, които е публикувал по-късно.
След войната той се връща в Ню Йорк и учи за учител в института „Хънтър“, където завършва „Фи Бета Капа“ и се дипломира през 1950 г. с бакалавърска степен по английски език и психология, и специалност на учител по драматично изкуство за непълнолетни. Докато учи публикува седмична колонка във вестника на института под името „С.А.Ломбино“. Тогава решава да започне кариера като писател.
Докато търси работа като учител работи на различни места, като връзка на телефон за продажба на автомобили, продажба на омари във фирма за търговия. Преподава за кратко през септември 1950 г. в професионална гимназия в Ню Йорк.
През 1951 г. Ломбино започва работа като главен редактор за литературната агенция „Скот Мередит“ и работи автори като Артър Кларк, П. Г. Удхаус, Лестър дел Рей, Пол Андерсън, и Ричард С. Пратер. Същата година пише първия първия си научнофантастичен разказ, озаглавен „Добре дошли марсианци“ под името си.
През 1952 г. публикува първият си роман „Don't Crowd Me“ под името Ломбино. По препоръка на издателя през месец май променя името си на Еван Хънтър, ползвайки името на института, който завършва.
Първият му бестселър „The Blackboard Jungle“ излиза през 1953 г., последван от филмовата версия през 1955 г. с участието на Глен Форд и Сидни Поатие. Оттогава той се утвърждава като водещ писател и сценарист в САЩ. През 1957 г. получава награда от Асоциацията на писателите на криминални романи на Америка за разказа му „The Last Spin“.
Еван Хънтър е много плодовит писател, който пише в различни литературни жанрове – трилър, съспенс, научна фантастика, драма. За да се отличават произведенията му според жанра, да помогне на читателите в техните очаквания, и да не вреди на литературната си репутация, публикува под различни псевдоними – Ед Макбейн за трилърите, Ричард Марстън за фантастиката, Евън Хънтър и Хънт Колинс за драмата, и други жанрове, и дори (според легендата) като Дийн Хъдсън за неизяснен брой еротична литература.
През 1956 г. излиза първият трилър „Cop Hater“ от неговата най-известна в цял свят поредица полицейски трилъри „Детективите от 87-и полицейски участък“. През творческия му път серията надхвърля петдесет произведения. Главни герои в нея са детективите от Ню Йорк Стив Карела, Майер Майер, Котън Хоуз и Бърт Клинг. Неговата формула на сюжета е различна от фигурата на самотния, целенасочен или аристократичен, детектив. Това е романът на градската полиция, с множество сюжети, бързо действие, брутални екшън сцени, методическа работа в екип, автентични съдебномедицински процедури, и твърди, цинични, но симпатични и сантиментални полицаи с реален делничен диалог от своята работа.
От 1977 г. серията за детективите се преплита с другата му криминална серия за адвоката по разводите от Флорида Матю Хоп.
Еван Хънтър има различни адаптации на романите си. Могат да се посочат „Fuzz“ през 1972 г. с участието на Бърт Рейнолдс, и „Strangers When We Meet“ през 1960 г. с участието на Кърк Дъглас и Ким Новак. Но неговото най-известно произведение за киното е сценарият за класическия филм от 1963 г. „Птиците“ на Алфред Хичкок, адаптиран по разказ Дафни дю Морир.
През 1986 г. Хънтър е удостоен с наградата „Велик магистър“ от Асоциацията на писателите на криминални романи на Америка. Хънтър е първият американец получил през 1998 г. наградата „Диамантена кама“ от Британската асоциация на писателите на криминални романи за цялостното си творчество. За изключителни професионални постижения е включен е в Залата на славата на института „Хънтър“ през 1981 г.
Книгите му са продадени в над 100 милиона копия по целия свят.
Личният живот на Еван Хънтър е също така разнообразен както и неговото творчество. За първата му съпруга Анита Мелник се жени на 17 октомври 1949 г. Двамата имат трима сина Тед, Марк и Ричард Хънтър. Развеждат се през 1973 г. Същата година се жени за втората си съпруга Мери Ван Хюз, която има дъщеря Аманда Финли. Именно връзката му с нея е музата му за серията трилъри „Матю Хоп“. С нея се развежда през 1997 г. и се жени отново за третата си съпруга Драгица Димитриевич на 9 септември 1997 г.
Еван Хънтър, който през 1980 г. има три сърдечни атаки и троен байпас, умира от рак на ларинкса на 6 юли 2005 г. в Уестън, Кънектикът.

## Произведения

### Като Евън Хънтър

#### Романи
- Don't Crowd Me (Paradise Party) (1952)
- Find the Feathered Serpent (1952)
- The Evil Sleep (1952)
- The Blackboard Jungle (1953)
- Second Ending (1956)
- Tomorrow's World (1956) – под псевдонима Хънт Колинс
- Tomorrow and Tomorrow (1957) – под псевдонима Хънт Колинс
- Strangers When We Meet (1958)
- I'm Cannon – for Hire (1958) – под псевдонима Хънт Колинс
- Sucker (1958) – под псевдонима Хънт Колинс
- A Matter of Conviction (1959)
- The Remarkable Harry (1959)
- Buddwing (1961)
- Mothers and Daughters (1961)
- The Wonderful Button (1961)
- The Paper Dragon (1966)
- A Horses Head (1967)
- Last Summer (1968)
- Sons (1969)
- Nobody Knew They Were There (1971)
- Every Little Crook and Nanny (1972)
- Come Winter (1973)
- Streets of Gold (1974)
- Doors (1975) – под псевдонима Езра Ханон
- Me and Mr. Stenner (1976)
- The Chisholms: A Novel of the Journey West (1976)
- Love Dad (1981)
- Far from the Sea (1982) – под псевдонима Езра Ханон
- Lizzie (1984)
- Scimitar (1992) – под псевдонима Джон Абът
- Criminal Conversation (1994)
Изневярата, изд.: „СББ Медиа“, София (2017), прев. Александра Главанакова
- Privileged Conversation (1996)
- Candyland (2000)
- The Moment She Was Gone (2002)

#### Разкази
- What Price Venus? (1953)
- Dream Damsel (1954)
- The Scarlet King (1954

#### Документалистика
- Me and Hitch (1997)

### Като Ед Макбейн

#### Серия „87-и полицейски участък“ (87th Precinct)
1. Cop Hater (1956)
2. The Mugger (1956)
3. The Pusher (1956)
4. The Con Man (1957)
5. Killer's Choice (1957)
Изборът на убиеца, изд.: ИК „Колибри“, София (1993), прев. Венелин Мечков
6. Killer's Payoff (1958)
7. Killer's Wedge (1958)
8. Lady Killer (1958)
9. 'til Death (1959)
10. King's Ransom (1959)
11. Give the Boys a Great Big Hand (1960)
12. The Heckler (1960)
13. See Them Die (1960)
14. Lady, Lady, I Did It (1960)
15. The Empty Hours (1960)
16. Like Love (1962)
17. Ten Plus One (1963)
18. Ax (Axe) (1963)
19. He Who Hesitates (1965)
20. Doll (1965)
Кукла, изд. „Вавилон“ (1993), прев. Димитър Матев
21. Eighty Million Eyes (1966)
22. Fuzz (1968)
Ченге, изд. „Свят“ (1993), прев. Красимира Абаджиева
23. Shotgun (1968)
24. Jigsaw (1970)
25. Hail, Hail, the Gangs All Here (1971)
26. Sadie, When She Died (1972)
27. Lets Hear It for the Deaf Man (1972)
28. Hail to the Chief (1973)
29. Bread (1974)
30. Blood Relatives (Blood Relative) (1975)
31. So Long As You Both Shall Live (1976)
32. Long Time No See (1977)
Отдавна не сме се виждали, изд.: ИК „Компас“, Варна (1993), прев. Иванка Стефанова
33. Calypso (1979)
34. Ghosts (1980)
35. Heat (1981)
36. Ice (1983)
37. Lightning (1984)
38. Eight Black Horses (1985)
39. Poison (1987)
40. Tricks (1987)
41. Lullaby (1989)
42. Vespers (1989)
43. Widows (1991)
44. Kiss (1992)
Смъртоносна целувка, изд. „Златорогъ“ (1997), прев. Мария Ракъджиева
45. Mischief (1993)
Ярост, изд. „Златорогъ“ (2000), прев. Милена Попова
46. And All Through the House (1986/1996)
47. Romance (1995)
Любовна примка, изд. „Златорогъ“ (1998), прев. Филипина Филипова
48. Nocturne (1997)
49. The Big Bad City (1998)
Големият лош град, изд. „Златорогъ“ (2000), прев. Румяна Райчева-Траянова
50. The Last Dance (1999)
51. Money, Money, Money (2001 – номиниран за наградата „Едгар“)
52. Fat Ollie's Book (2003)
53. The Frumious Bandersnatch (2004)
54. Hark! (2004)
55. Fiddlers (2005)

#### Серия „Бинго Ригс и Хедсън Късак“ (Bingo Riggs and Handsome Kusak)
3. The April Robin Murders (1958) – в съавторство с Крейг Райс

#### Серия „Матю Хор“ (Matthew Hope)
1. Goldilocks (1977)
2. Rumpelstiltskin (1981)
3. Beauty and the Beast (1982)
4. Jack and the Beanstalk (1984)
5. Snow White and Rose Red (1985)
6. Cinderella (1986)
7. Puss in Boots (1987)
8. The House That Jack Built (1988)
9. Three Blind Mice (1990)
10. Mary, Mary (1992)
Мери, Мери, изд. „Епсилон“ (1996), прев. Таня Сербезова
11. There Was a Little Girl (1994)
12. Gladly the Cross-eyed Bear (1995)
13. The Last Best Hope (1997)

#### Самостоятелни романи
- The Big Fix (1952)
- Runaway Black (1954)
- Cut Me in (1954)
- Death of a Nurse (1955)
- The Spiked Heel (1957)
- Even the Wicked (1958)
- The Sentries (1965)
- Where There's Smoke (1975)
- Guns (1976)
- Walk Proud (Gangs!) (1979)
- Another Part of the City (1986)
- Downtown (1987)
- Driving Lessons (1988)
- The Gutter and the Grave (2005)
- Alice in Jeopardy (2005)

#### Разкази
- „J“ (1961)
- Where or When (1961)
- Storm (1962)

#### Документалистика
- Let's Talk (2005)

### Като Ричард Марстън (романи)
- Rocket to Luna (1952)
- Danger: Dinosaurs! (1953)
- Runaway Black (1954)
- Murder in the Navy (1955)
- So Nude, So Dead (1956)
- Vanishing Ladies (1957)
- Even the Wicked (1958)
- Big Man (1959)
- The Spiked Heel (1964)

### Филмография
- Blackboard Jungle (1955)
- „Alfred Hitchcock Presents“ (1955)
- The Mugger (1958)
- Cop Hater (1958)
- Strangers When We Meet (1960)
- The Pusher (1960)
- „87th Precinct“ (1961)
- Young Savages, The (1961)
- Tengoku to jigoku (1963)
- Птиците, The Birds (1963)
- Mister Buddwing (1965)
- „Ironside“ (1967)
- Last Summer (1969)
- Le Cri du cormoran, le soir au-dessus des jonques, (1970)
- Sans mobile apparent (1971)
- Every Little Crook and Nanny (1972)
- Fuzz (1972)
- Les Liens du sang (1978)
- Walk Proud (1979)
- „The Chisholms“ (1979)
- The Legend of Walks Far Woman (1982)
- „Dream West“ (1986)
- Columbo: No Time to Die (1992)
- Columbo: Undercover (1994)
- Ed McBain's 87th Precinct: Lightning (1995)
- Ed McBain's 87th Precinct: Ice (1996)
- Ed McBain's 87th Precinct: Heatwave (1997)
- Three Blind Mice (2001)